# Marin (Alta Saboia)
Marin é uma comuna francesa na região administrativa de Auvérnia-Ródano-Alpes, no departamento da Alta Saboia. Estende-se por uma área de 5.13 km². Em 2010 a comuna tinha 1 858 habitantes (densidade: 362,2 hab./km²).